# Bulbophyllum puntjakense
Bulbophyllum puntjakense är en orkidéart som beskrevs av Johannes Jacobus Smith. Bulbophyllum puntjakense ingår i släktet Bulbophyllum och familjen orkidéer. Inga underarter finns listade i Catalogue of Life.